# Megachernes loebli
Espèce
Megachernes loebli est une espèce de pseudoscorpions de la famille des Chernetidae.

## Distribution
Cette espèce est endémique du Népal. Elle se rencontre vers Melamchi.

## Étymologie
Cette espèce est nommée en l'honneur d'Ivan Löbl.

## Publication originale
- Schawaller, 1991 : Neue Pseudoskorpion-Funde aus dem Nepal-Himalaya, 3. (Arachnida: Pseudoscorpiones). Revue Suisse de Zoologie, vol. 98, no 4, p. 769-789 (texte intégral).